# 达乌拉特普尔乌帕齐拉 (马尼格甘杰县)
达乌拉特普尔乌帕齐拉（Daulatpur Upazila）是孟加拉国达卡专区马尼格甘杰县的乌帕齐拉。

## 人口
据1991年的人口普查，达乌拉特普尔有138606人口，其中18岁及以上有69586人。男性占总人口的49.62%，女性占50.38%。达乌拉特普尔人的平均识字率（7岁以上）为，是全国平均水平的32.4%。